# فارگو (فصل ۳)
فصل سوم مجموعه آنتولوژی کمدی سیاه و جنایی مجموعه تلویزیونی فارگو اولین بار در ۱۹ آوریل ۲۰۱۷ از شبکه اف‌ایکس در ۱۰ قسمت پخش شد و در ۲۱ ژوئن ۲۰۱۷ به پایان رسید.
فصل سوم اساساً بین سال‌های ۲۰۱۰ و ۲۰۱۱، در سه شهر مینه‌سوتا: سنت کلاود، ایدن ولی و ایدن پریری می‌گذرد. و اولین فصلی است که سریال فارگو، داکوتای شمالی را نمایش نمی‌دهد. این سریال داستان زندگی یک زوج به نام‌های ری استوسی (ایوان مک‌گرگور) و نیکی سوانگو (مری الیزابت وینستد) را دنبال می‌کند که پس از تلاش ناموفق برای سرقت از برادر بزرگتر ثروتمند ری، امیت (همچنین با بازی مک‌گرگور)، درگیر یک پرونده قتل مضاعف می‌شوند. یکی از قربانیان پیرمردی با گذشته‌ای مرموز است که دختر خوانده‌اش، گلوریا بورگل (کری کون) یک پلیس زن است. در همین حال، امیت سعی می‌کند روابط خود را با یک سازمان مخفی که یک سال قبل از آن وام گرفته بود قطع کند، اما شرکت به نمایندگی از وی‌ام وارگا (دیوید تیولیس) برنامه‌های دیگری دارد.

## قسمت‌ها
| شم. کلی | شم. در فصل | عنوان                                | کارگردان          | نویسنده                                 | تاریخ انتشار اصلی | کد تولید | آمریکا تعداد بیننده (میلیون) |
| ------- | ---------- | ------------------------------------ | ----------------- | --------------------------------------- | ----------------- | -------- | ---------------------------- |
| ۲۱      | ۱          | «The Law of Vacant Places»           | Noah Hawley       | Noah Hawley                             | ۱۹ آوریل ۲۰۱۷     | XFO03001 | ۱٫۴۲                         |
| ۲۲      | ۲          | «The Principle of Restricted Choice» | Michael Uppendahl | Noah Hawley                             | ۲۶ آوریل ۲۰۱۷     | XFO03002 | ۱٫۰۶                         |
| ۲۳      | ۳          | «The Law of Non-Contradiction»       | John Cameron      | Matt Wolpert & Ben Nedivi               | ۳ مه ۲۰۱۷         | XFO03003 | ۱٫۱۷                         |
| ۲۴      | ۴          | «The Narrow Escape Problem»          | Michael Uppendahl | Monica Beletsky                         | ۱۰ مه ۲۰۱۷        | XFO03004 | ۱٫۰۵                         |
| ۲۵      | ۵          | «The House of Special Purpose»       | Dearbhla Walsh    | Bob DeLaurentis                         | ۱۷ مه ۲۰۱۷        | XFO03005 | ۰٫۹۸                         |
| ۲۶      | ۶          | «The Lord of No Mercy»               | Dearbhla Walsh    | Noah Hawley                             | ۲۴ مه ۲۰۱۷        | XFO03006 | ۱٫۰۴                         |
| ۲۷      | ۷          | «The Law of Inevitability»           | Mike Barker       | Noah Hawley & Matt Wolpert & Ben Nedivi | ۳۱ مه ۲۰۱۷        | XFO03007 | ۱٫۰۳                         |
| ۲۸      | ۸          | «Who Rules the Land of Denial?»      | Mike Barker       | Noah Hawley & Monica Beletsky           | ۷ ژوئن ۲۰۱۷       | XFO03008 | ۱٫۱۴                         |
| ۲۹      | ۹          | «Aporia»                             | Keith Gordon      | Noah Hawley & Bob DeLaurentis           | ۱۴ ژوئن ۲۰۱۷      | XFO03009 | ۱٫۱۹                         |
| ۳۰      | ۱۰         | «Somebody to Love»                   | Keith Gordon      | Noah Hawley                             | ۲۱ ژوئن ۲۰۱۷      | XFO03010 | ۱٫۲۲                         |

## بازخورد
فصل سوم با تحسین منتقدان مواجه شد. در متاکریتیک، بر اساس ۳۲ بررسی، امتیاز ۸۹ از ۱۰۰ را به دست آورده‌است که نشان دهنده «تحسین جهانی» است. در راتن تومیتوز، دارای ۹۳٪ رتبه «تازه تأیید شده» با میانگین امتیاز ۸٫۵۶ از ۱۰ بر اساس ۵۰ بررسی است. در اجماع انتقادی این سایت آمده‌است: «تا حدی به لطف اجرای دوگانه به یاد ماندنی ایوان مک گرگور، فارگو عمدتاً هوش حیله‌گرانه و حساسیتی که در دو فصل اول خود نشان داد حفظ می‌کند.»